# Heroes of Wrestling
Vous lisez un « bon article » labellisé en 2015.
Heroes of Wrestling est un spectacle de catch organisé par Fosstone Productions qui a eu lieu le 10 octobre 1999, diffusé en paiement à la séance aux États-Unis ainsi qu'au Canada. Il s'agit de l'unique spectacle de catch produit par cette société qui a alors souhaité remettre en scène d'anciennes gloires du catch des années 1980 et du début des années 1990. Neuf matchs ont été programmés ce soir-là et les deux matchs phares annoncés ont été Jim Neidhart contre Jake Roberts ainsi que Yokozuna contre King Kong Bundy mais en raison de problèmes causés par Roberts, ces deux matchs se sont transformés en match par équipe. Ce spectacle fut vivement critiqué après sa diffusion à cause non seulement de la condition physique des divers lutteurs, mais aussi des problèmes de la production.

## Production
Bill Stone, le président de Fosstone Productions, organise son premier spectacle de catch qu'il estime pouvoir vendre à 40 000 foyers en paiement à la séance, et commence à négocier avec les différents catcheurs à partir du mois de mai 1999. Il se demande aussi pourquoi les deux principales fédérations de catch d'Amérique du Nord (la World Wrestling Federation et la World Championship Wrestling) n'organisent pas ce genre d’événement,. Pour organiser ce spectacle, il demande à Michael Lombardi qui est promoteur d'une fédération de catch de l'état de New York d'être le booker. Lombardi s'occupe notamment du recrutement des catcheurs. Il essuie les refus de Vader, Terry Funk, Bam Bam Bigelow et le Honky Tonk Man. De plus, Nick Bockwinkel qui est un des plus célèbres catcheur de l'American Wrestling Association refuse d'apparaitre comme figure d'autorité.
Gordon Solie, célèbre commentateur de catch, est contacté pour être à la table des commentateurs, mais il doit refuser en raison de son état de santé : atteint d'un cancer de la gorge, il éprouve des difficultés à parler. Randy Rosenbloom, un commentateur sportif le remplace.

## Déroulement

### Matchs préliminaires

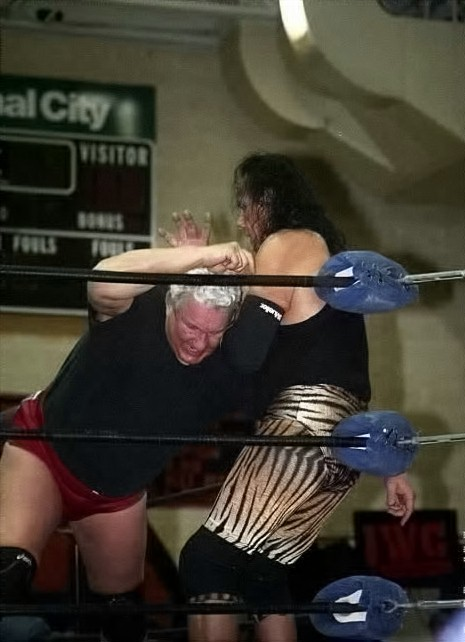
Bob Orton affrontant Jimmy Snuka en mars 1999

Le spectacle commence avec Randy Rosenbloom (qui remplace Gordon Solie) et Dutch Mantell comme commentateurs. On retrouve King Kong Bundy qui est interviewé en coulisses avant d'être interrompu par Yokozuna.
Le premier match oppose la  Samoan Swat Team (Samu (en) et Sam Fatu) accompagnée de Paul Adams, Marty Jannetty et Tommy Rogers (en). Paul Adams s'est adressé au public avant le match en disant que les fans présents n'osent pas affronter ses protégés car ils en ont peur et vivent par procuration. Après près de 7 minutes de combat, Jannetty reçoit un coup de chaise de Sam Fatu. Un peu plus d'une minute plus tard, le relais passe rapidement à Rogers qui donne à ses deux adversaires un double DDT ; son équipier vient lui aussi porter un double bulldog sur les deux Samoans avant de projeter Sam Fatu hors du ring en faisant un double dropkick. Jannetty quitte le ring pour l'attaquer, laissant Rogers et Samu sur le ring. Samu porte un facebuster sur Rogers et fait le tombé pour donner la victoire aux  Samoan Swat Team.
Avant le deuxième match on voit une vidéo montrant George Steele et Sherri Martel dans le hall d'un hôtel où Steele déshabille Sherri et entrent dans une chambre ensemble. On retourne ensuite en zone d'interview avec Sherri Martel.
Le deuxième match oppose Greg Valentine à George Steele, accompagné de Sherri Martel. Avant l'arrivée de Steele, Valentine s'est adressé au public en déclarant qu'il compte repartir avec Sherri. Steele commence le combat avec un T-shirt noir que l'arbitre lui demande d'enlever mais en l'enlevant il est attaqué par son adversaire puis par Sherri qui l'empêche d'ôter le T-shirt, ce qui l'aveugle, mais il parvient à enlever son vêtement. Sherri donne ensuite un objet à Valentine pour frapper son adversaire. Steele récupère cet objet et alors que Valentine est hors du ring, Sherri Martel frappe Steele avec une chaise, permettant à Greg Valentine de remporter le match par tombé.
Après ce match, Julio Fantastico est interviewé avant sa rencontre avec 2 Cold Scorpio. Scorpio entre sur le ring avec une réplique de la ceinture de champion du monde poids-lourds de la World Championship Wrestling que l'on trouve dans le commerce. Captain Lou Albano rejoint Dutch Mantell et Randy Rosenbloom aux commentaires. Scorpio est projeté hors du ring et son adversaire le rejoint ; les deux hommes se battent un moment dans le public. De retour sur le ring, Scorpio porte deux legdrops en effectuant un salto avant depuis l'un des coins du ring suivi pour remporter le match.
Après le match, Captain Lou Albano annonce qu'il est le commissionnaire d'Heroes of Wrestling et King Kong Bundy est interviewé.
On a ensuite droit à un match par équipe qui oppose l'Iron Sheik et Nikolai Volkoff accompagné de leur manager Nikita Breznikoff aux Bushwackers (Butch Miller et Luke Williams). Avant le match, Breznikoff qui est habillé comme un cosaque s'adresse au public avec un mauvais accent russe et agite le drapeau de l'URSS. Le public encourage Miller et Williams en criant USA alors qu'ils sont néo-zélandais. Après plus de huit minutes de combat, Volkoff, qui frappe Miller avec un objet, touche accidentellement l'Iron Sheik qui retient son adversaire. Miller fait alors le tombé sur ce dernier pour obtenir la victoire.
On voit ensuite une vidéo enregistrée durant l'après-midi montrant l'arrivée d'une limousine sur le parking d'où sort Tully Blanchard qui se fait attaquer par Stan Lane.
Lane arrive sur le ring et s'annonce lui-même avant son match face à Blanchard. Lane prend l'ascendant en début de match avec un neckbreaker et tente le tombé sans succès. Après quelques minutes, Blanchard revient dans le match en effectuant une figure four leglock hors du ring. De retour sur le ring, Blanchard tente de soumettre son adversaire en lui portant un sleeper hold sans succès. Lane tente un piledriver qui est contré par son adversaire qui le projette au sol. Lane effectue une back suplex où Blanchard arrive à garder ses épaules au-dessus du sol ce qui force Lane à se pencher. L'arbitre sonne la fin du match et Stan Lane pense être le vainqueur mais il a rivé ses épaules au sol en effectuant cette suplex et Tully Blanchard remporte le match. Les deux hommes se battent après le match.
Après le match, Jim Neidhart et King Kong Bundy sont interviewés ensemble.
One Man Gang affronte ensuite Abdullah the Butcher dans un Brawl, un match où on a le droit d'utiliser divers objets sans être disqualifié. Gang attaque son adversaire qui entre sur le ring et tente de l'étrangler avec une chaîne. Abdulah a le visage en sang à la suite d'un blading et quitte le ring, il est rejoint par son adversaire qui lui donne un coup de chaise avant de projeter la tête du Butcher contre un des poteaux du ring. Les deux hommes remontent sur le ring et après quelques minutes, Abdullah revient dans le match et One Man Gang saigne lui aussi au visage à la suite d'un blading. Abdullah utilise une fourchette puis une chaise pour blesser son adversaire. One Man Gang quitte le ring mais il est rapidement rejoint par son adversaire et les deux hommes échangent des coups de poing avant que l'arbitre décide d'arrêter le match et déclare qu'il y a double décompte à l'extérieur.
Après ce match, on voit Bob Orton, Captain Lou Albano et Jimmy Snuka qui jouent au poker. Orton est accusé de tricherie par les deux autres participants à cette partie.
En découle de ce segment le match opposant Bob Orton à Jimmy Snuka qui est accompagné de Captain Lou Albano. En début de match effectue un crossbody Snuka tente le tombé en faisant un petit paquet sans succès. Orton revient dans le match en effectuant un body slam et tente à son tour le tombé sans succès. Après un back body drop suivi d'une deuxième tentative de tombé, Orton essaie de soumettre son adversaire en lui portant une clé de bras pendant de longues minutes. Orton arrête sa prise pour répondre à des spectateurs qui l'ont semble-t-il insulté ou provoqué. Il projette Snuka dans les cordes et se prépare à porter un back body drop mais son adversaire lui porte un headbutt. Snuka monte sur un des coins du rings mais Orton se relève et l'empêche de sauter, il reprend alors l'avantage sur son adversaire et tente une superplex mais Captain Lou Albano l'en empêche en retenant Snuka. Orton demande des comptes à Albano avant que Snuka ne lui porte un crossbody pour remporter le match.

### Match principal

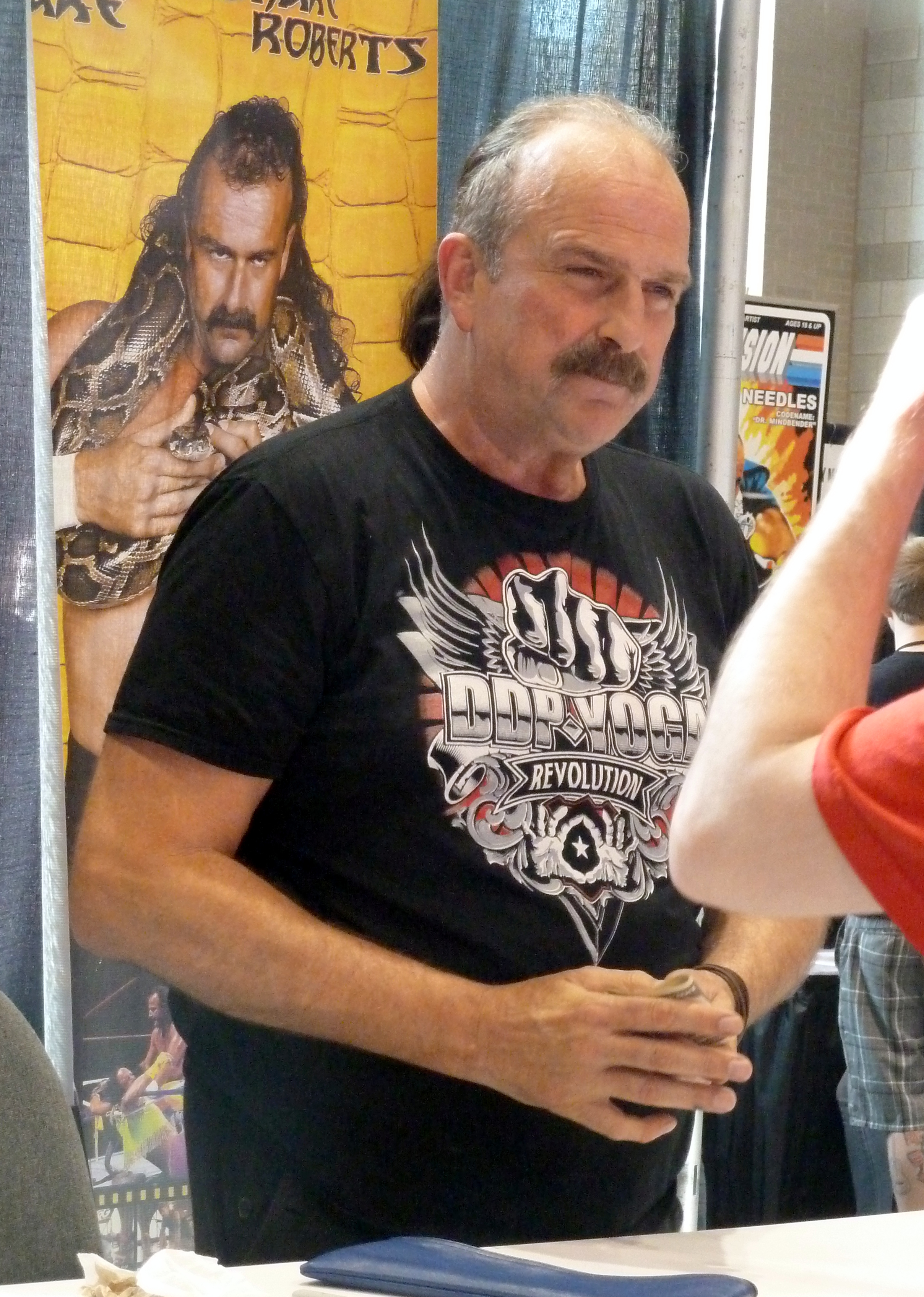
Jake Roberts (ici en 2013) refuse d'affronter Jim Neidhart ce qui a comme conséquence le changement de ce match en match par équipe.

Jake Roberts est interviewé après ce match et déclare qu'il ne faut pas jouer avec lui.
Le huitième match oppose Jim Neidhart à Jake Roberts. Peu après son entrée, Roberts repart vers les coulisses laissant son sac contenant Damian, son serpent, sur le ring. Il revient et, après avoir salué le public, il laisse une femme lui caresser les pectoraux. Le match commence où après quelques prises Neidhart porte une hammerlock en retenant le bras de son adversaire et en lui portant des coups de poing sur ce membre. Roberts arrive à mettre fin à cela et tente un DDT, mais Neidhart est sorti du ring. La foule chante DDT et Roberts sort Damian de son sac avant de le mettre entre ses jambes et de simuler une masturbation avec son serpent avant de l'embrasser. King Kong Bundy arrive alors aux abords du ring et parle à Neidhart. Roberts vient parler à Bundy mais son adversaire le frappe dans le dos avant de tenter une chinlock, cependant Roberts brise la prise. Bundy monte sur le ring et, avec Neidhart, ils attaquent Roberts. Yokozuna arrive sur le ring et provoque Bundy avant d'être attaqué par ce dernier aidé par Neidhart.
Il est annoncé ensuite que le match entre Jake Roberts et Jim Neidhart devient un match par équipe opposant Roberts et Yokozuna à Neidhart et King Kong Bundy. Roberts, qui est au sol en dehors du ring, se fait attaquer par Neidhart qui lui porte plusieurs coups de chaise. Les deux hommes remontent sur le ring où Neidhart garde son adversaire au sol à proximité du coin qui a été attribué à son équipe afin de passer le relais à Bundy. Roberts réussit à passer le relais à Yokozuna qui attaque Neidhart. Pendant ce temps, King Kong Bundy porte un big splash avant de faire le tombé donnant la victoire à son équipe.

## Tableau des matchs
| # | Match | Stipulation      | Temps |
| - | --- | ---------------- | ----- |
| 1 | Samoan Swat Team (Samu (en) et Sam Fatu) (avec Paul Adams) battent Marty Jannetty et Tommy Rogers (en)       | Match par équipe | 10:00 |
| 2 | Greg Valentine bat George Steele (avec Sherri Martel)                                                        | Match simple     | 06:37 |
| 3 | 2 Cold Scorpio bat Julio Fantastico                                                                          | Match simple     | 09:37 |
| 4 | Bushwackers (Butch Miller et Luke Williams) battent l'Iron Sheik et Nikolai Volkoff (avec Nikita Breznikoff) | Match par équipe | 08:42 |
| 5 | Tully Blanchard bat Stan Lane                                                                                | Match simple     | 07:04 |
| 6 | Abdullah the Butcher contre One Man Gang se conclut sur un double décompte à l'extérieur.                    | Match simple     | 07:34 |
| 7 | Jimmy Snuka (avec Captain Lou Albano) bat Bob Orton, Jr.                                                     | Match simple     | 11:46 |
| 8 | Jim Neidhart et King Kong Bundy battent Jake Roberts et Yokozuna                                             | Match par équipe | 16:34 |

## Critiques et conséquences

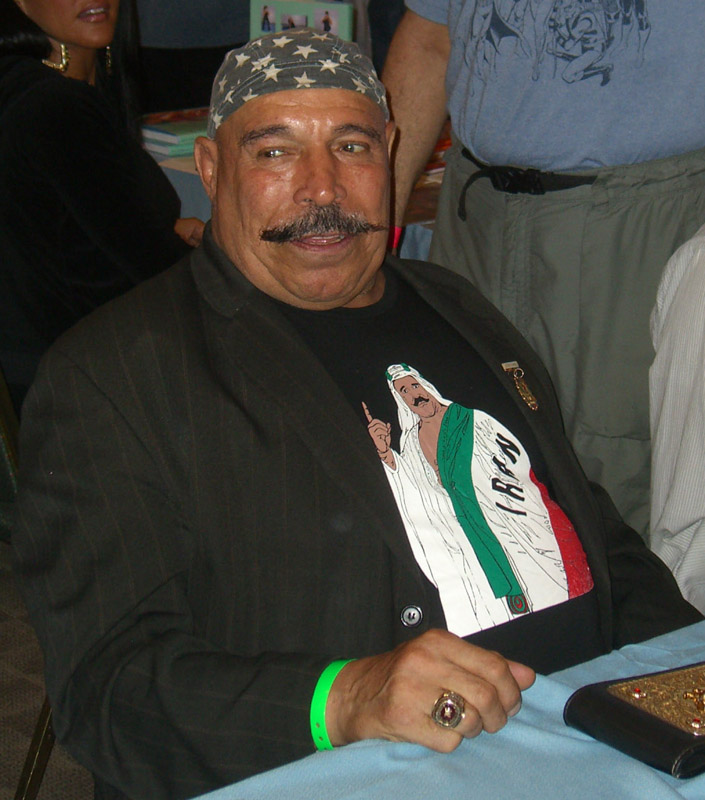
L'Iron Sheik et d'autres catcheurs sont jugés comme étant hors de forme par les journalistes

Le spectacle a été très vivement critiqué, que ce soit après sa diffusion ou lorsque des journalistes l'ont visionné plusieurs années après, en raison du concept de cette soirée ainsi que de la condition physique des catcheurs présents.
Greg Oliver du Canadian Online Explorer a commencé sa critique en écrivant « Sur le papier ça semblait amusant [...] En réalité, Heroes of Wrestling a été douloureux à regarder, avec la plupart des catcheurs dans un état embarrassant pour leurs images. ». La production a elle aussi des choses à se reprocher avec une lumière qui est selon lui mauvaise et un micro qui fonctionne mal. Le concept de cette soirée est abordé et il déclare à ce sujet « Si les producteurs avaient fait une soirée avec des vignettes retraçant la carrière des catcheurs présents et leur influence sur ce qu'est devenu le catch cela aurait marché ». Deux matchs ont trouvé grâce à ses yeux : celui opposant 2 Cold Scorpio à Julio Fantastico qui « est le seul match de cette soirée qui aurait mérité d'être diffusé dans une émission comme RAW ou Monday Nitro. » qui reçoit la note de six sur dix. L'affrontement entre Abdullah the Butcher et One Man Gang est lui aussi salué car « il est amusant à voir et a rappelé des tonnes de souvenir [...] Le public a plus réagi que dans tous les autres ». Le match entre les Bushwackers (Butch Miller et Luke Williams) et l'Iron Sheik et Nikolai Volkoff reçoit la note de un sur dix ;il est considéré par Oliver comme étant « tellement mauvais qu'il [l']a fait rire ». Jimmy Snuka et Bob Orton ont fait un match « ennuyeux, négligé, qui a discrédité ce que tous les deux ont fait pendant leurs carrières. » et ont reçu la note de deux sur dix. Enfin le dernier match a reçu la note de un sur dix. L'auteur pense que Jake Roberts est « au cours de son interview d'avant-match pompette » ce qui pourrait expliquer son comportement. Yokozuna dont le poids « semble être de 600 lb (273 kg) est plus en forme pour être invité du Jerry Springer Show que participant à un combat de catch dans une émission en paiement à la séance » devrait selon lui « demander de l'aide pour son problème de poids, pas un repas d'après-match. ». Finalement cette émission a reçu la note de deux sur dix.
En mars 2007, Arnold Furious a pour le site internet 411mania regardé ce spectacle. En introduction il s'est rappelé qu'en 1999 plusieurs spectacles de mauvaise qualité ont été produits aux États-Unis (St Valentines Day Massacre, Armageddon et les Survivor Series) mais que celui-là les surpasse à ce niveau-là. La qualité des commentaires de Randy Rosenbloom est « très mauvaise » et selon lui Lance Russell (en) (célèbre commentateur connu pour son travail dans les fédérations du Tennessee) aurait pu remplacer Gordon Solie et être meilleur commentateur. Il considère que le pire match de la soirée est celui opposant Jake Roberts et Yokozuna à Jim Neidhart et King Kong Bundy. Il pense que « Jake (Roberts) est complètement défoncé » en entrant sur le ring ce qui est embarrassant à voir. Yokozuna a selon lui « un cul qui doit peser 300 lb (136 kg) à lui tout seul. ». Ce match reçoit la note de moins cinq étoiles et est considéré comme « Pire match de catch de tous les temps. ».
En raison des faibles audiences (seulement 29 000 télespectateurs) et des critiques, Bill Stone annonce fin janvier 2000 qu'il n'organisera pas d'autres événements de ce genre. Il déclare « Il n'y avait tout simplement pas assez d'intérêt  et, franchement, je n'ai pas aimé le spectacle. ». C'est aussi un des derniers combats de Yokozuna qui meurt des suites d'une crise cardiaque le 23 octobre 2000 à l'âge de 34 ans.